# دلبوث
الدَّلَبُوثُ أو سَيفُ الغُرَابِ أو الدَّلَبوت (بالإنجليزية: Gladiolus) تعني البهجة، جنس من الفصيلة السوسنية. يضم حوالي 150 نوعا معظمها من نباتات الزينة المنزلية المهمة.تتواجد أنواعه في آسيا وأفريقيا وأستراليا وأمريكا الجنوبية وأمريكا الوسطى والأجزاء الجنوبية من أمريكا الشمالية.
تتميز هذه الزهرة بغصنها الطويل، مثبت عليها من 6-8 براعم، تتفتح البراعم بالترتيب ابتداءاً من الأسفل، قطر الزهرة يتراوح مابين الاثنين إلى 8 انش، وتزهر في اتجاه واحد، ورقها يكون اسفل الغصن على شكل سيف تساعد هذه الزهرة في اعطاء باقات الزهور مظهر عالي وانيق تعيش من 7-10 أيام

## ألوان
توجد هذه الزهرة في عدة ألوان منها: الأبيض- الأصفر- البرتقالي- الوردي – الأخضر – الأزرق – والأصفر البرتقالي – الكريمي –القرنفلي الضارب للصفرة – بنفسجي شاحب – والقرميدي

## من أنواعهالواطنةفيالوطن العربي
- الدلبوث الأنطاكي (باللاتينية: Gladiolus antakiensis) في بلاد الشام وتركيا
- الدلبوث الإيطالي (باللاتينية: Gladiolus italicus) في بلاد الشام ومصر والمغرب العربي وتركيا والقوقاز وجنوب أوروبا وشرقها
- الدلبوث الإيليري (باللاتينية: Gladiolus illyricus) في المغرب العربي وشمال حوض البحر الأبيض المتوسط
- الدلبوث الحلبي أو البنفسجي الداكن (باللاتينية: Gladiolus atroviolaceus) في بلاد الشام وتركيا واليونان والقوقاز
- الدلبوث الشائع (باللاتينية: Gladiolus communis) في المغرب العربي وجنوب أوروبا والقوقاز

## من أنواعه الأخرى
- الدلبوث البستاني (باللاتينية: Gladiolus hortulanus)
- الدلبوث الحبشي (باللاتينية: Gladiolus callianthus)
- الدلبوث السحلبي (باللاتينية: Gladiolus orchidiflorus)